# Ecomare

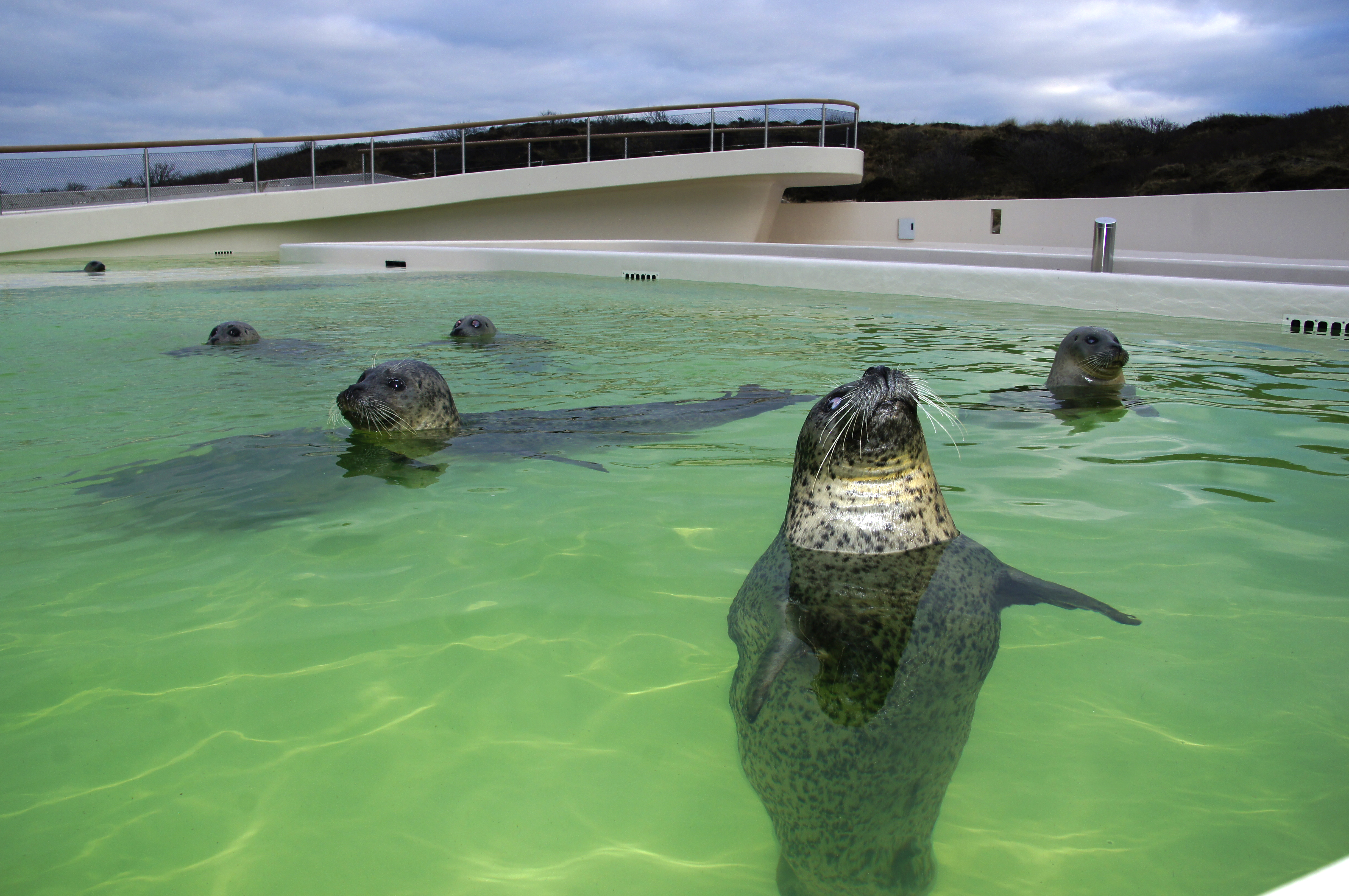
De vaste groep zeehonden in een van de bassins

Ecomare is het centrum voor wadden en Noordzee op het Noord-Hollandse waddeneiland Texel. Het combineert opvang van zeehonden en vogels met een natuurmuseum en openbaar aquarium. Vijftien zeehonden worden er permanent opgevangen. Door de veelzijdigheid van het centrum krijgen bezoekers bij Ecomare een uitgebreid beeld van de natuur van de wadden en Noordzee. Daarnaast organiseert Ecomare actieve buitenprogramma’s en excursies voor scholen en toeristen in de Texelse natuur, langs het strand en op het wad.

## Zeehondenopvang
Op Texel worden sinds 1952 zeehonden opgevangen. In het algemeen zijn het zeehonden in hun eerste levensjaar. Ze zijn ziek of verzwakt of zijn hun moeder kwijtgeraakt in de zoogperiode. Doordat gewone zeehonden in de zomer worden geboren en grijze in de winter, zijn er bij Ecomare bijna jaarrond zeehonden in de opvang. Af en toe worden ook andere soorten opgevangen zoals de ringelrob en de klapmuts. Het hele opvangtraject is voor betalende bezoekers te volgen; van de quarantaineruimtes binnen tot de groepsbassins buiten. Als de dieren zo’n 30 kilo wegen worden ze losgelaten in de Waddenzee. Verder verblijven er ook een aantal zeehonden die in gevangenschap geboren zijn en daarom niet kunnen worden uitgezet, zo werden in 2018 twee ringelrobben uit Burgers' Zoo opgenomen die daar niet langer gewenst waren.

## Vogelopvang
In de vogelopvang worden voornamelijk zeevogels verzorgd. Het zijn meestal ondervoede of gewonde vogels en vogels die met olie zijn besmeurd. In het voorjaar groeien er vaak groepjes moederloze eenden- en ganzenkuikens op. Een speciaal roofvogelhok is beschikbaar voor uilen en andere roofvogels. In een grote vliegkooi leeft een groep jan-van-genten en eventuele opvangvogels die niet langer kunnen worden uitgezet. Verder worden in hetzelfde gebouw ook jonge, zieke en/of verzwakte egels opgevangen.

## Natuurmuseum met zeeaquarium

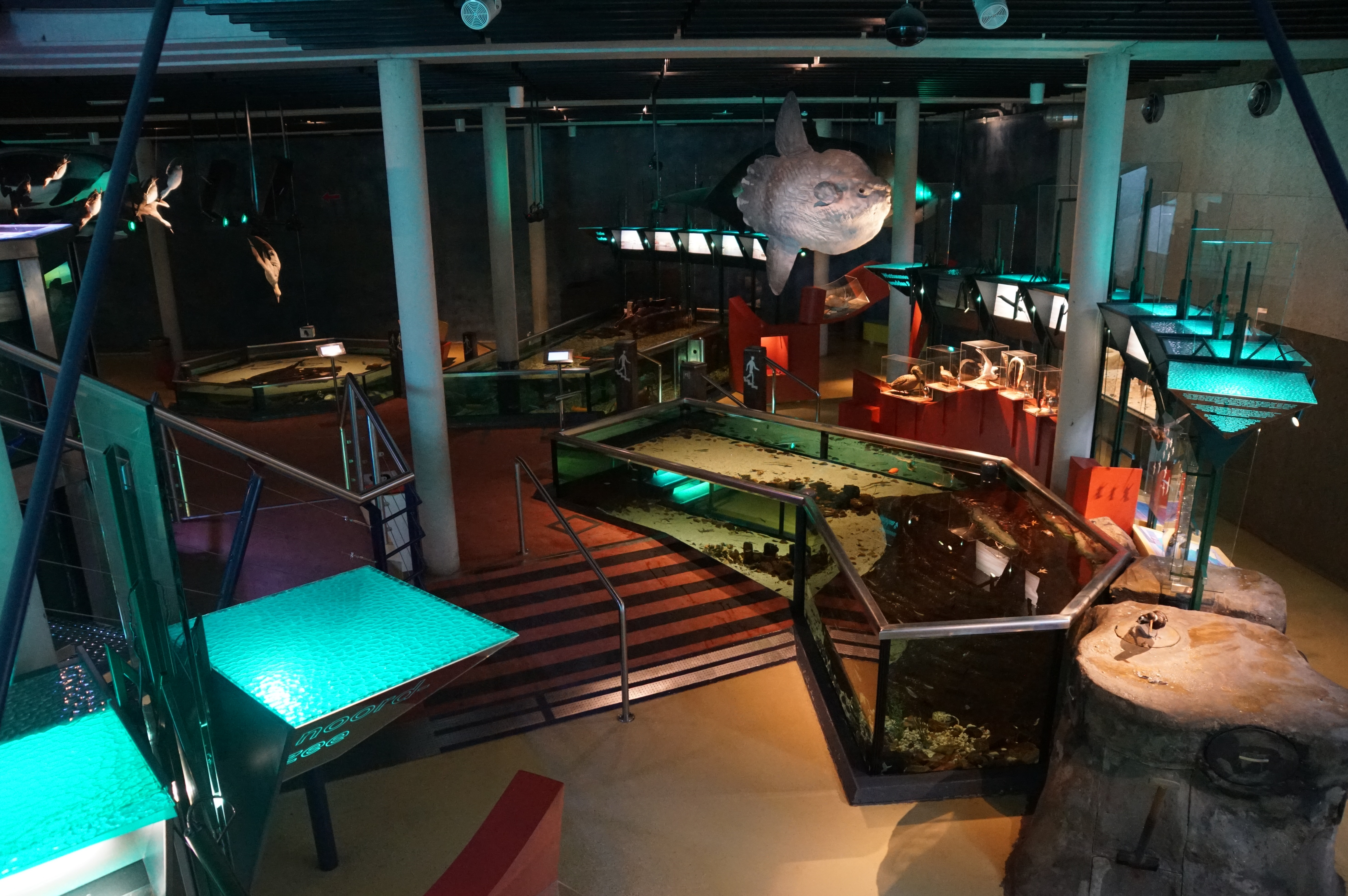
Aquariumzaal

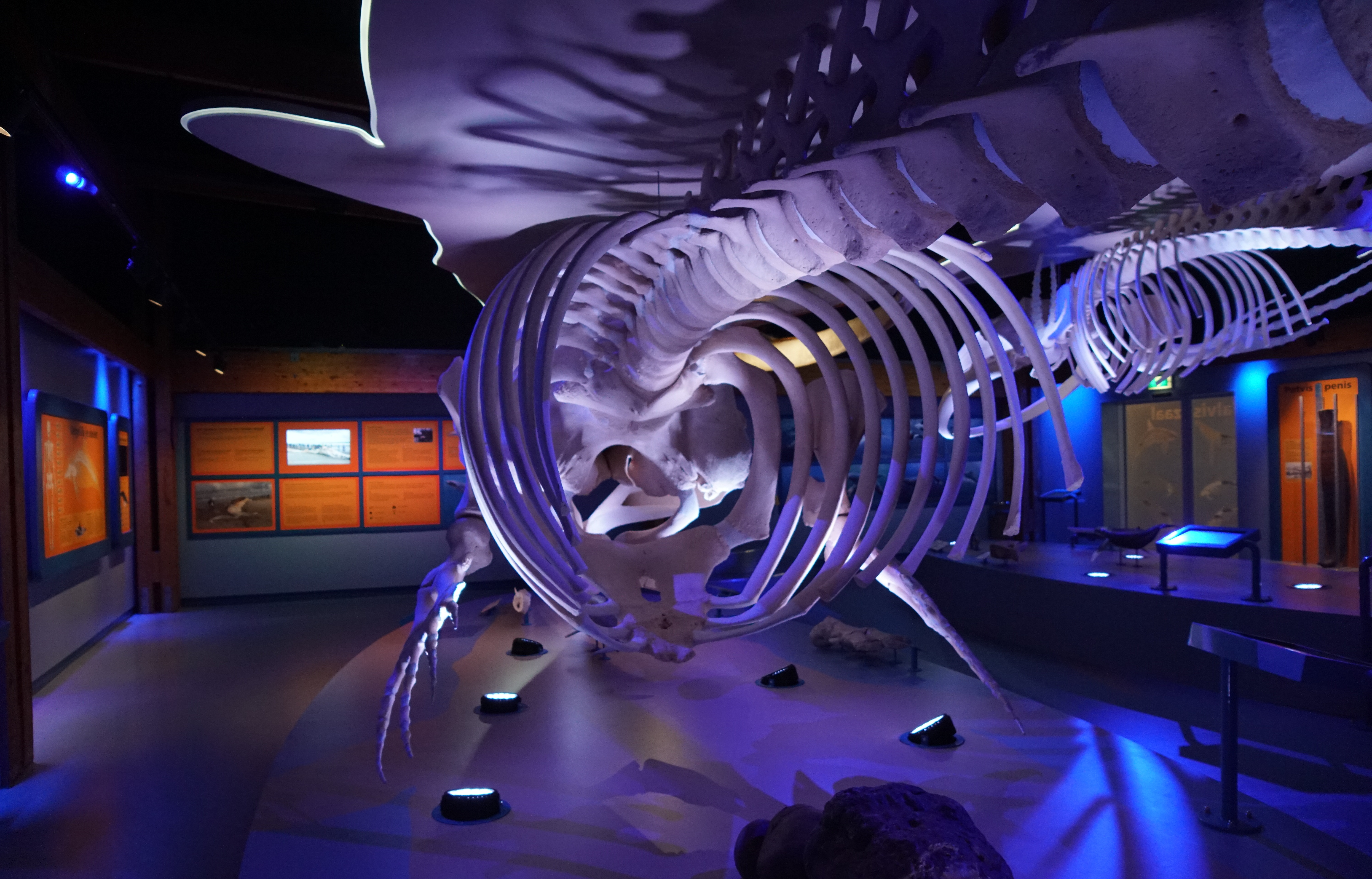
Walvissenzaal

Het museum van Ecomare gaat over de natuur van Texel, de zee en de wadden. In de Walviszaal hangen skeletten van op en rond Texel gestrande walvissen, waaronder een bultrug, een potvis en een orka. De expositie Waddenstad gaat over het onderzoek dat op de wadden en de Noordzee plaatsvindt. De ‘stad’ is opgebouwd uit kleine winkeltjes. In elk winkeltje wordt het werk van een andere wetenschapper gepresenteerd. Het zeeaquarium (1994) is ondergronds gebouwd en omvat zes open aquaria die allemaal een eigen leefgebied nabootsen. Er leven tientallen soorten vissen en ongewervelden in de aquaria. Sinds 2003 beschikt Ecomare over een dierentuinvergunning.

## Duinpark
Ecomare ligt in het Nationaal Park Duinen van Texel. Het Duinpark, een gebied van zo’n 50 ha dat alleen via Ecomare te bereiken is, maakt onderdeel uit van het buitenterrein van het centrum. Door het Duinpark lopen twee wandelpaden: een korte kinderroute en een wandeling van ongeveer 3 km. Langs de kinderroute zijn educatieve spelelementen geplaatst.

## Educatieve activiteiten
De dierverzorgers van Ecomare geven drie keer per dag een voerpresentatie. Twee bij de zeehonden en een in het zeeaquarium. Tijdens de presentaties vertellen de verzorgers over de dieren, hun leefwijze en bedreigingen.
In het museum staat regelmatig een educatief suppoost. In de vakanties worden er allerlei extra activiteiten georganiseerd zoals braakballen pluizen, anatomische les en poppentheater.
Bij Ecomare kunnen tal van excursies en buitenprogramma’s worden geboekt. Sommige worden door het centrum zelf verzorgd, andere door Staatsbosbeheer of Natuurmonumenten. Ook scholen kunnen bij Ecomare terecht voor een educatieve buitenactiviteit.

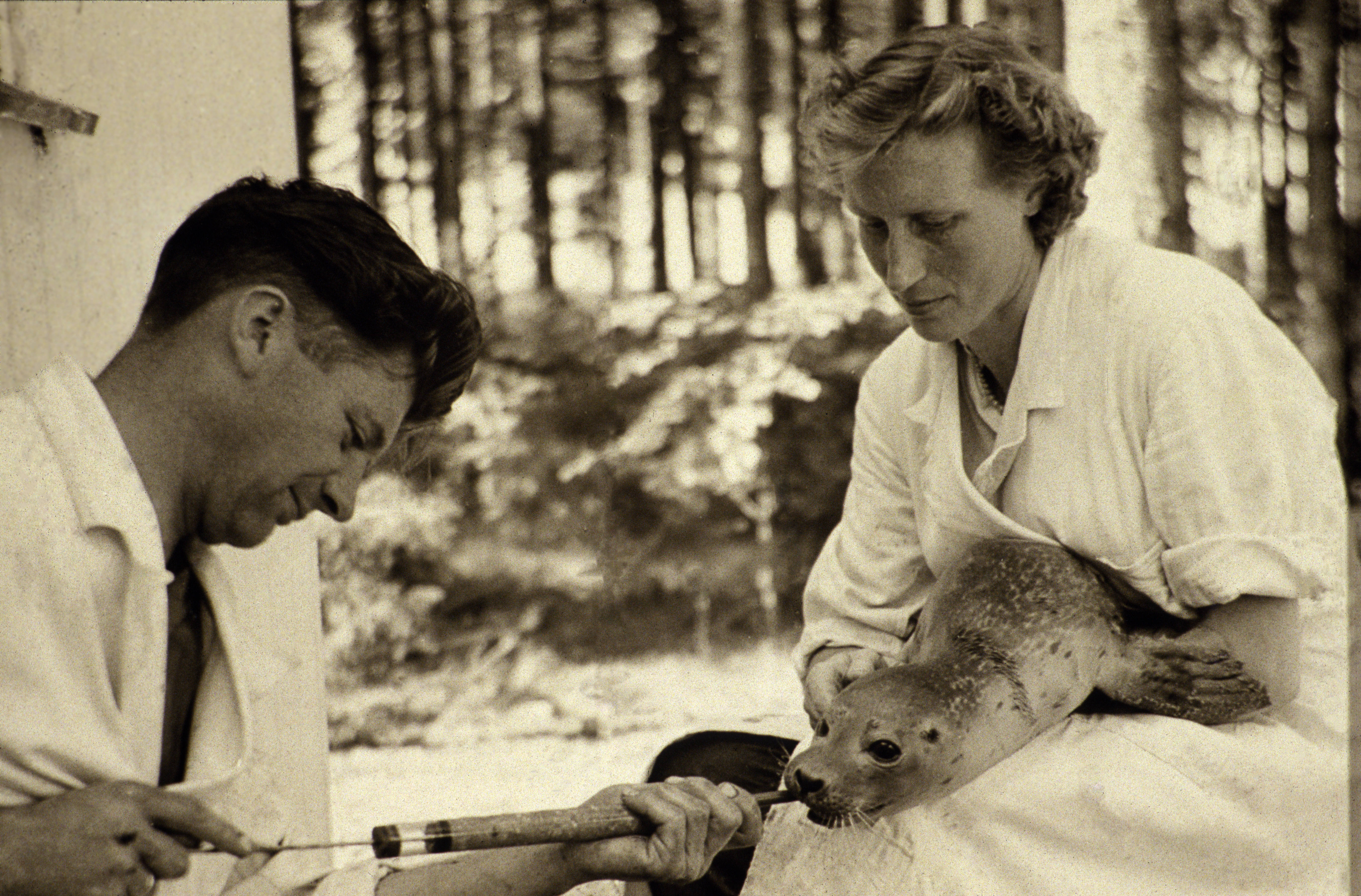
Oprichters Annie en Gerrit Jan de Haan

## Geschiedenis
In 1929 startte H.J. Kraai, onderwijzer te Den Burg, het "Texelsch Natuurhistorisch Museum".
Een 120-tal opgezette vogels van de kunstschilder Staring vormde de basis van de collectie: “Een kemphaangroep is erbij, zóó mooi, als men zelden te zien krijgt.” De verzameling werd tijdelijk ondergebracht in een lokaal van de Mulo-school van Den Burg. Uit een naschrift van Jac. P. Thijsse blijkt dat hij blij is met het feit dat het gemeentebestuur deze collectie heeft aangekocht en dat hij het idee om een museum in te richten van harte ondersteunt. Het eerste jaar trok het museum al 2000 bezoekers. Ze bewonderden niet alleen de opgezette vogels, maar ook schelpen en archeologische vondsten.
Kraai werd de eerste directeur van het Texels Museum. Toen hij in 1941 plotseling overleed, werd hij opgevolgd door Herman van der Horst (1910-1976), boekhouder en preparateur te Haarlem. Hij wilde een collectie foto's en films aanleggen en maakt in 1943 samen met Nol Binsbergen zijn eerste film: 'Texel, parel der waddeneilanden.' Het museum was tijdens de Tweede Wereldoorlog gesloten en in 1945
werd het gedeeltelijk vernield bij beschietingen. In 1947 vond het Texels Museum onderdak in een oude Duitse barak, genaamd ‘Waldfrieden’, in het Texelse bos, ‘De Dennen’, aan de Monnikenweg.
Gerrit de Haan was directeur van het museum van 1945-1985. Samen met zijn vrouw Annie de Haan-Langeveld, 1920-2012, begon hij in 1952, als eerste in Nederland, met het opvangen van zeehonden. In 1975 verhuisde het museum naar de huidige locatie in de duinen bij De Koog en werd de naam veranderd in Natuurrecreatiecentrum. Na het overlijden van De Haan, in 1986, werd Jan Kuiper directeur. Onder zijn aanvoerderschap kreeg het centrum zijn huidige naam: Ecomare.

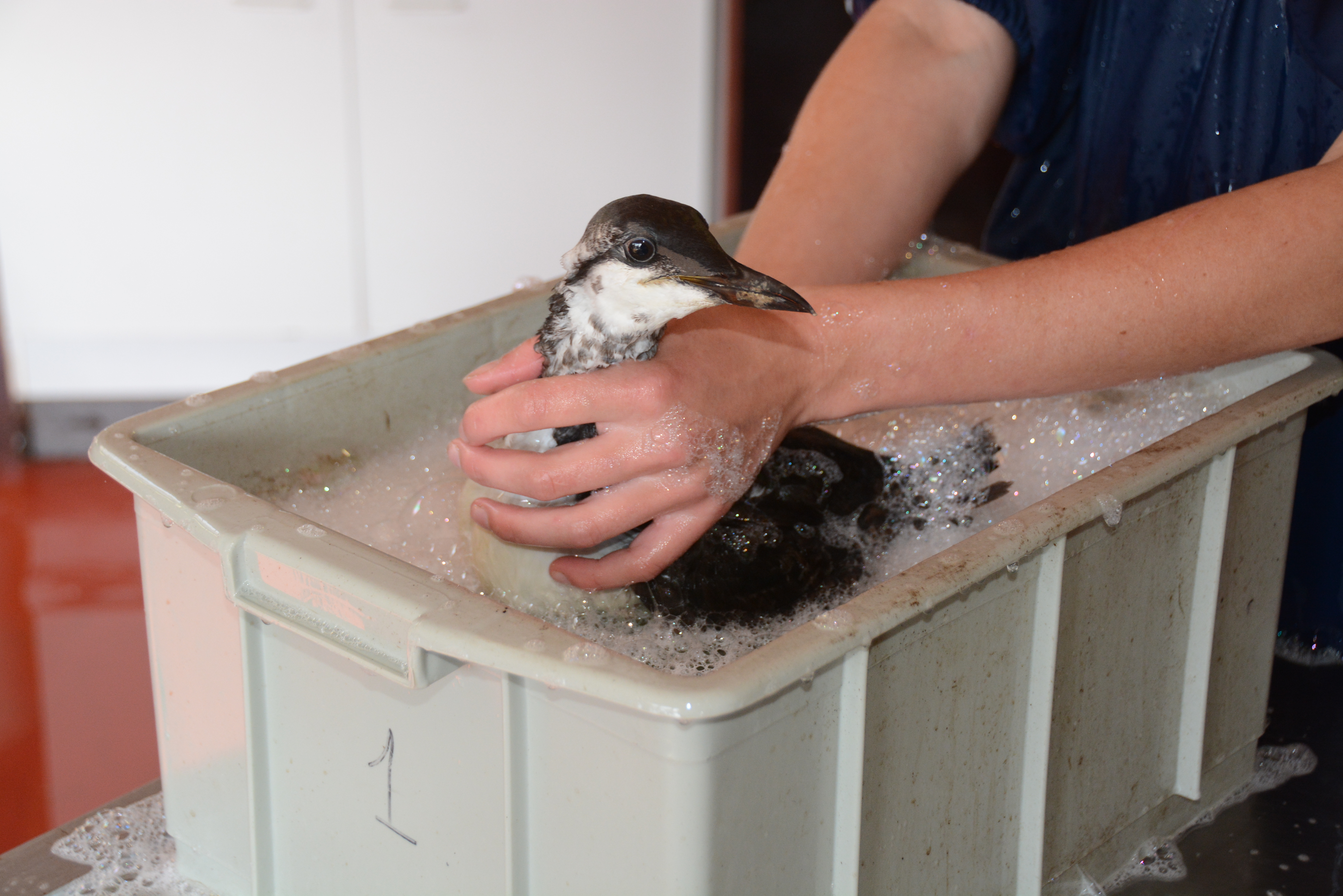
Een met olie besmeurde vogel wordt gewassen
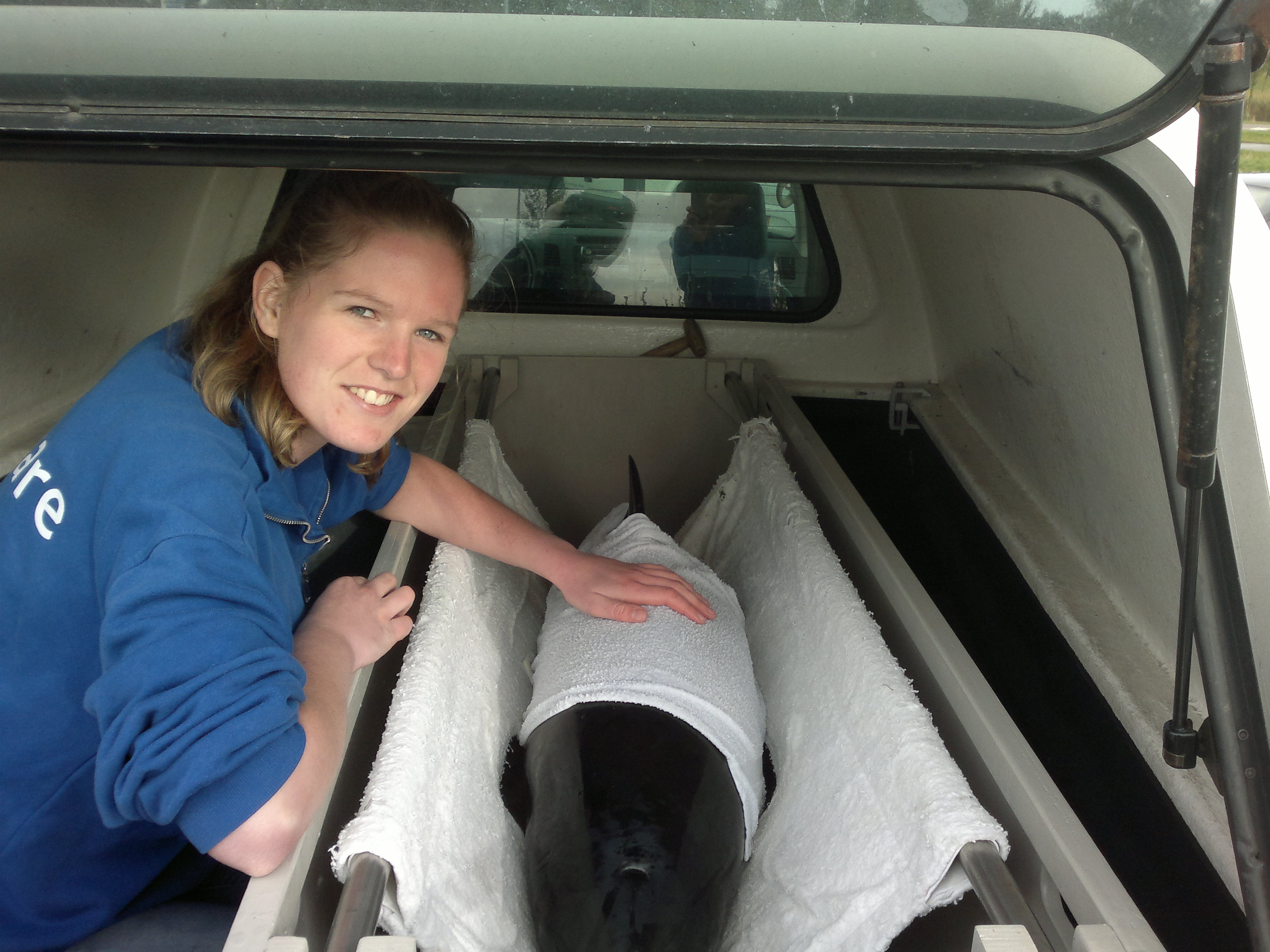
Nathouden van gestrande bruinvis
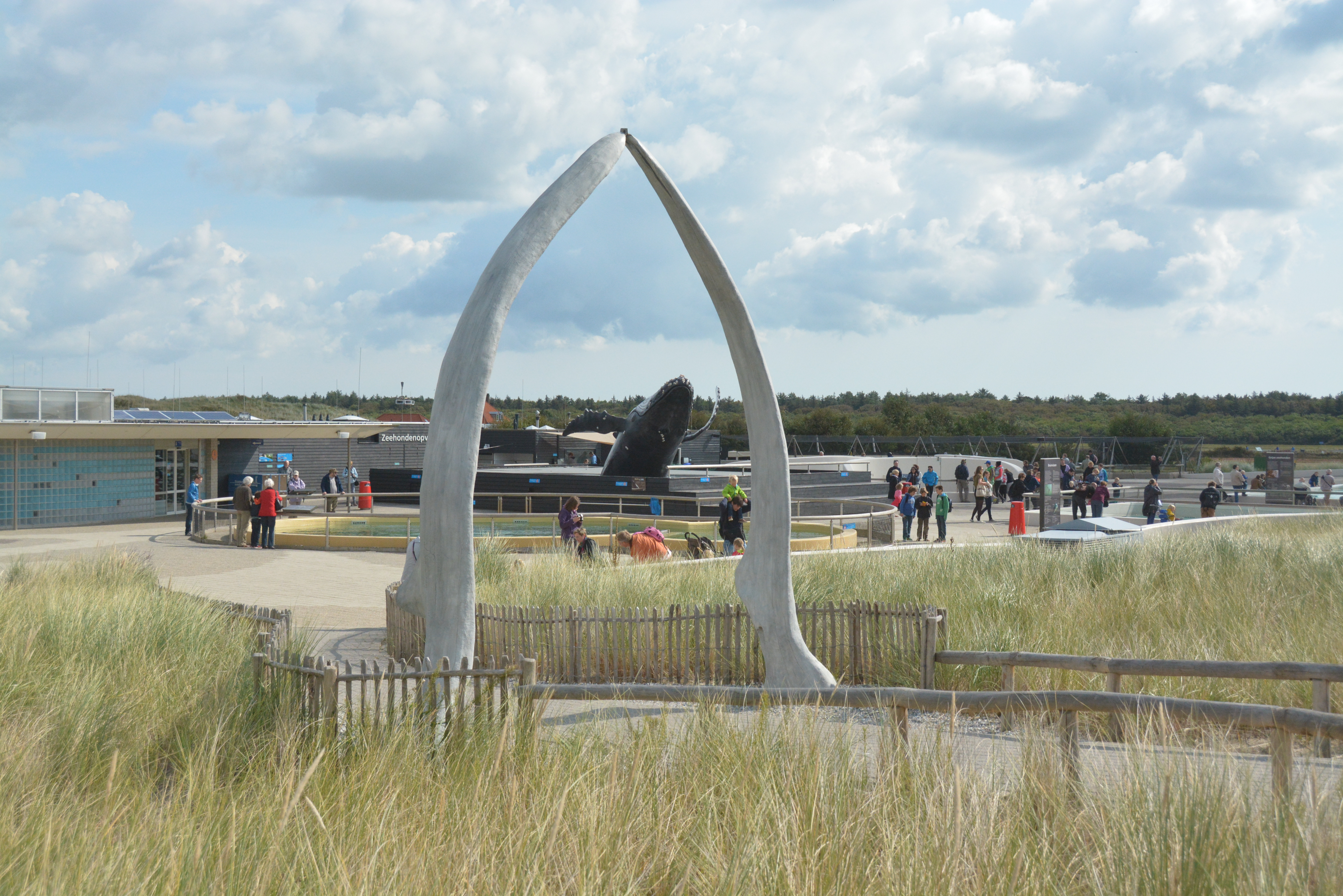
Buitenterrein van Ecomare
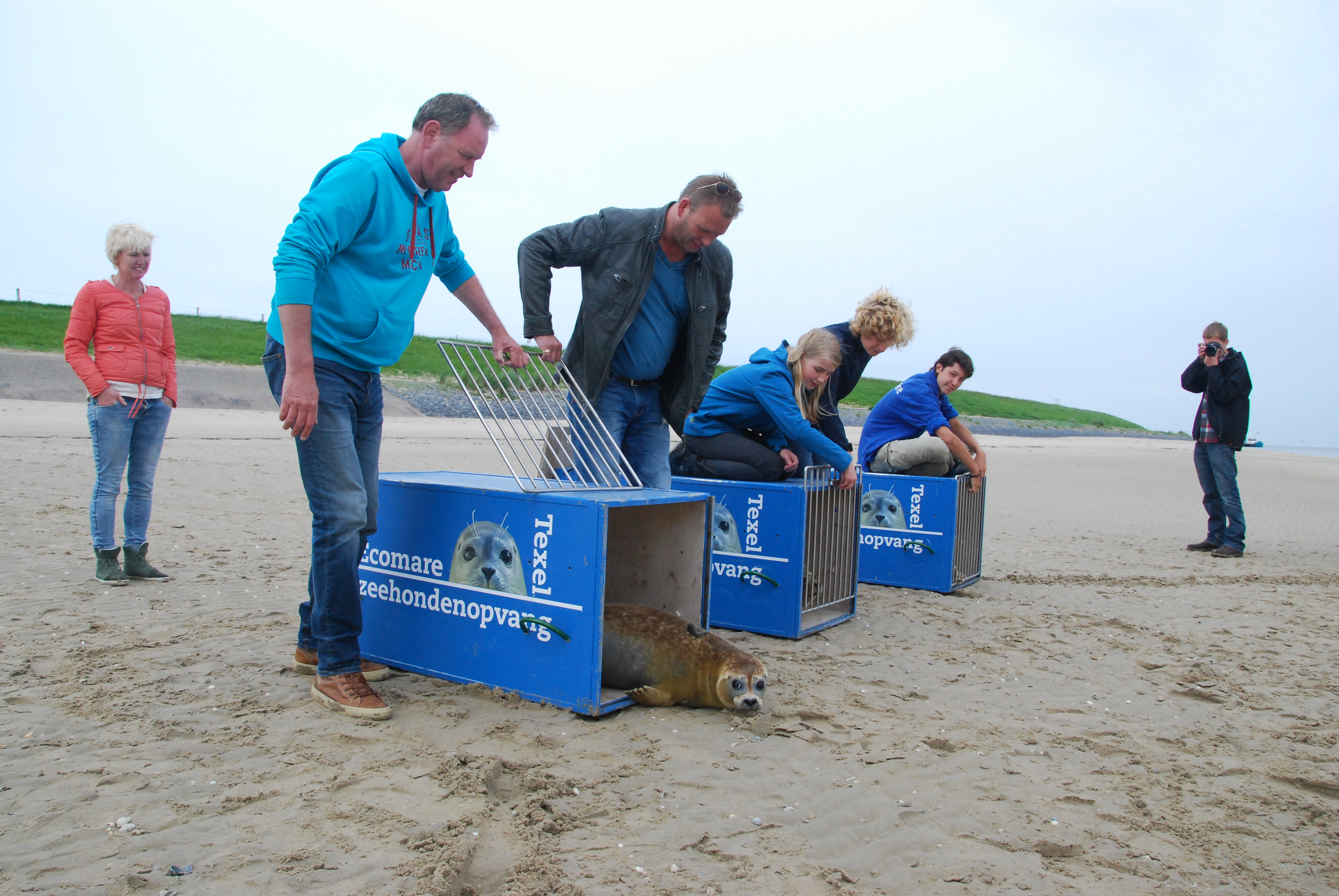
Uitzetten van op krachten gekomen zeehond, met Piet Paulusma
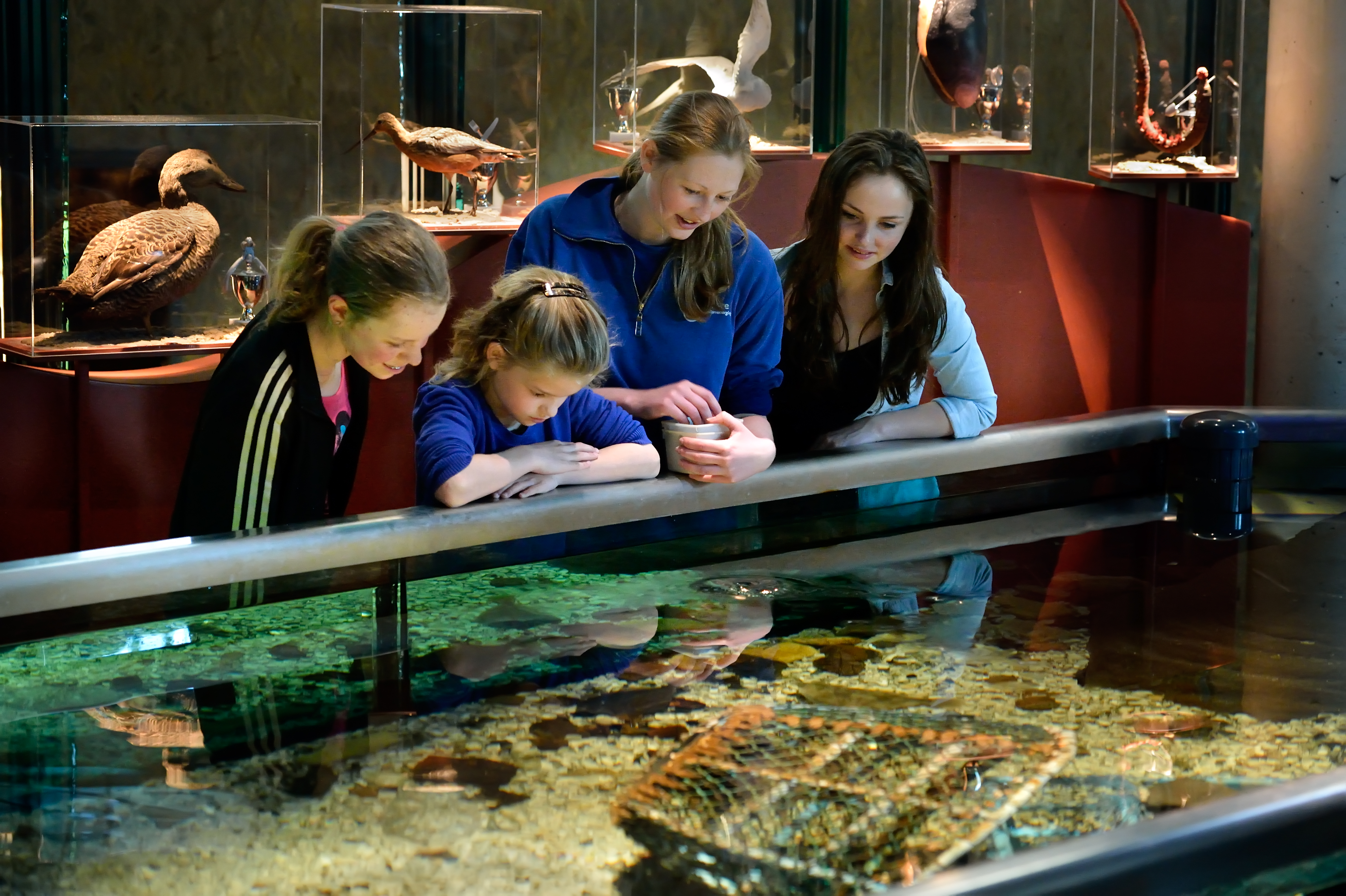
Zeeaquarium in Ecomare
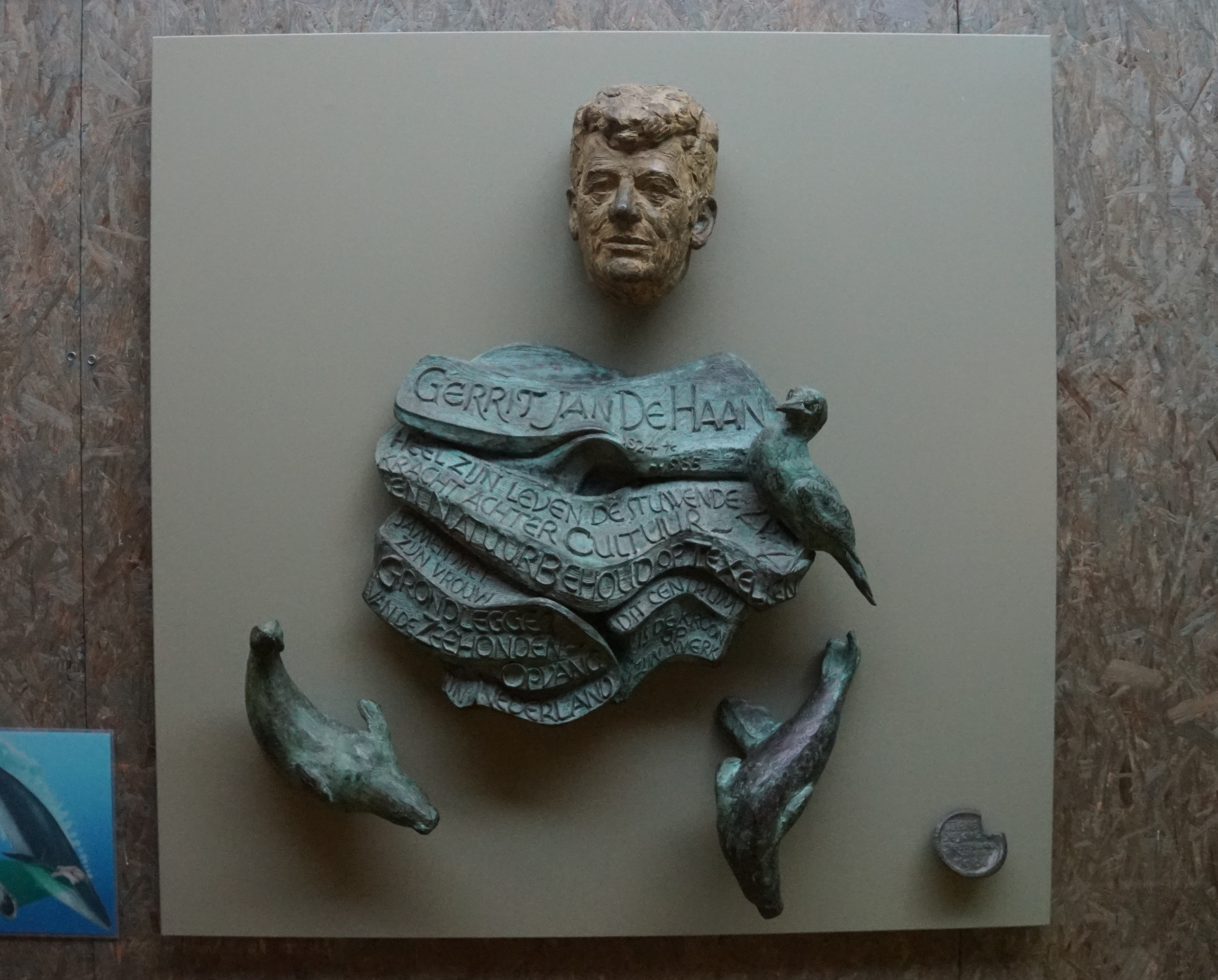
Oprichter Gerrit Jan de Haan